# Ренато Петроніо
Ренато Петроніо (італ. Renato Petronio, 5 лютого 1891 — 9 квітня 1976) — італійський академічний веслувальник.
Олімпійський чемпіон 1928 року в складі розпашної четвірки зі стерновим.
Чемпіон Європи 1929, 1932, 1933, 1934 років у складі розпашної четвірки зі стерновим, срібний призер 1930 року в складі розпашної четвірки зі стерновим.